# Bollywood Hero
Bollywood Hero is een Nederlandse fim uit 2009 van Diederik van Rooijen. Het verhaal is gedeeltelijk gebaseerd op persoonlijke belevenissen van Egbert-Jan Weeber en tot scenario bewerkt door Eddy Terstall en Marcel Hensema. Oorspronkelijk zou de titel van de film Bollywood Love luiden. De film ging op 19 maart 2009 in première met Egbert-Jan Weeber in de hoofdrol.

## Verhaal
De jonge acteur Nick (Egbert-Jan Weeber) trekt door India, maakt tussendoor video-opnames voor zijn aan Alzheimer lijdende vader en vertelt over zijn gebeurtenissen aldaar. Hij reist vervolgens naar de Indiase stad Bombay. Daar weet hij een rol van figurant te bemachtigen in een Bollywoodproductie. Dan blijkt er ook een vriendschap tussen de hoofdrolspeelster Sita Singh (Ishwari Bose-Bhattacharya) te ontstaan die omslaat in verliefdheid, ze is echter voorbestemd voor een dwanghuwelijk. Nick raakt wanhopig en ook gedesillusioneerd in de omgeving waar hij zich bevindt; er is te veel verschil tussen rijken en armen.

## Rolverdeling
- Egbert-Jan Weeber: Nick
- Rubiana Ali: Bedelend meisje
- Ishwari Bose-Bhattacharya: Sita
- Kanika Dang: Sita's Moeder
- Vijay Kadam: Aman
- Sailesh Kumar
- Jay Pathak: Anil